# Shūichi Ishiguro
Shūichi Ishiguro (jap. 石黒修一 Ishiguro Shūichi; ur. 6 sierpnia 1945 w prefekturze Shizuoka) – japoński zapaśnik walczący w stylu klasycznym. Olimpijczyk z Meksyku 1968, gdzie zajął 22. miejsce w kategorii 52 kg.